# Chipping Norton Lake
Der Chipping Norton Lake ist ein künstlicher See im Osten des australischen Bundesstaates New South Wales. Er liegt im südwestlichen Stadtgebiet von Sydney an einer Biegung des Georges River.
Der See entstand im 20. Jahrhundert durch den Abbau von Sand und Sandstein. Die Steinbrüche füllten sich später mit Wasser und dienen heute dem Wassersport. Der Betrieb von Motorbooten ist gestattet, ihre Geschwindigkeit aber auf 8 Knoten beschränkt.
Der See besitzt drei große Becken und ist von einem Freizeitpark mit Radwegen, Spielplätzen, Bootsrampen und Sportplätzen umgeben. Das Georges River Environment Education Centre befindet sich ebenfalls dort. Im Chipping Norton Recreation Centre ist eine Stadthalle – The Lakes Boatshed genannt – integriert, die auch für private Feste angemietet werden kann.
Der Prospect Creek, Nebenfluss des Georges River, mündet nicht direkt in diesen, sondern in den Chipping Norton Lake.